# Esomus malayensis
Esomus malayensis és una espècie de peix de la família dels ciprínids i de l'ordre dels cipriniformes de Malàisia i el Vietnam.
Poden assolir fins a 8 cm de longitud total.